# Дом-музей Арама Хачатуряна
Дом-музей Арама Хачатуряна (арм. Արամ Խաչատրյանի տուն-թանգարան) был основан в 1978 году в Ереване сразу после смерти композитора. Первая постоянная экспозиция была открыта 23 января 1984 года по случаю 80-летия композитора.
Идея музея возникла в 1970-х годах, и сам Хачатурян принимал участие в его проектировании. Композитор оставил свои рукописи, письма, фортепиано, различные памятные вещи и личные подарки учреждению в своем завещании. Здание является продолжением дома, где композитор проживал, когда приезжал в армянскую столицу. Особняк сохранен в неизменном виде, а дополняющее его двухэтажное здание музея построено на территории прекрасного фруктового сада, окружающего дом.
Дом-музей отличается неповторимым архитектурным стилем. Пять парящих арок перед входом напоминают камертоны, а внутренние арки, двери и колонны являются прекрасными образцами эстетического вкуса и оригинального конструктивного решения.
На первом этаже расположены мемориал, фондохранилище, библиотека и административные отделы. На втором этаже 10 просторных и светлых залов отведены под постоянную экспозицию. На втором этаже располагаются фонотека и концертный зал. Оно было преобразовано в музей архитектором Эдвардом Алтуняном. Коллекция нотных рукописей и киномузыки Арама Хачатуряна включена в международный реестр программы «Память мира».
Под руководством директора-основателя Гоар Арутюнян музею удалось привлечь финансовую поддержку от широкого круга спонсоров и благотворителей и расширить свою коллекцию артефактов, принадлежащих Хачатуряну. Сегодня музей продолжает расти под руководством Армине Григорян.
В многоэтажном здании находится концертный зал (с концертным роялем Bechstein), где регулярно проводятся музыкальные мероприятия. Здесь также находится обширная библиотека компакт-дисков и мастерская по реставрации и ремонту скрипок. Музей поддерживает тесные связи с армянскими музыкантами и композиторами и стремится содействовать развитию музыки в Армении. Музей также издает ряд научных книг.
Музей находится по адресу ул. Заробян, 3 (рядом с проспектом Маршала Баграмяна).